# 貝爾47直升機
貝爾47直升機是貝爾飛機公司首次生產的直升機，該公司由1943年已開始研發其自家品牌的貝爾30直升機，貝爾47即為其改良型，貝爾47的成功令貝爾成為繼西科斯基後另一家美國主要直升機品牌企業。
貝爾47的軍用型名叫H-13 蘇族偵察直昇機（Sioux）。

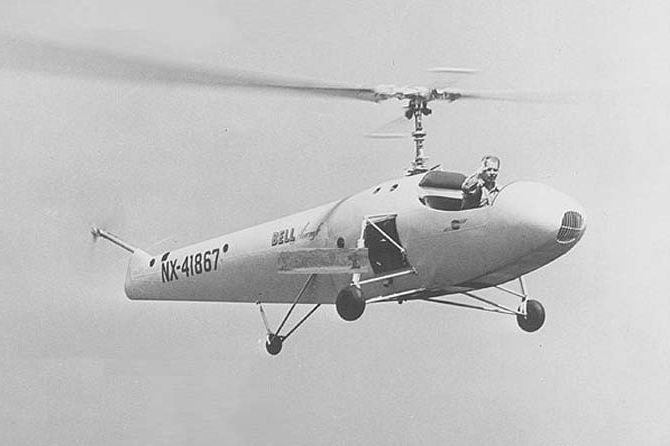
貝爾30直升機

## 型號

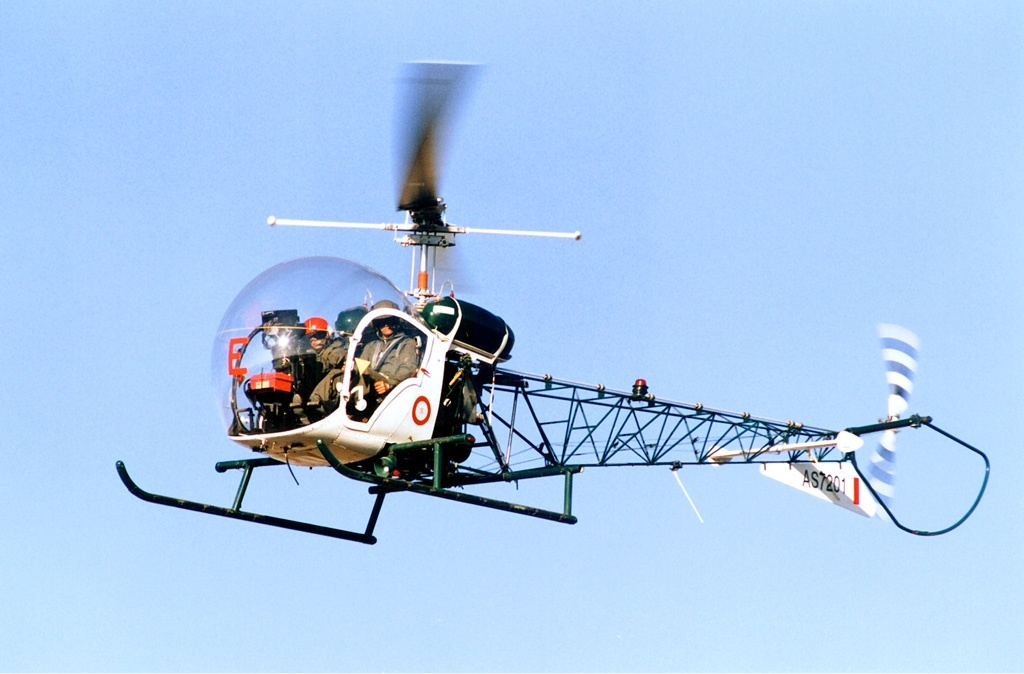
意大利奧古斯塔生產的AB47直升機

- 貝爾47B
- 貝爾47D
- 貝爾47H
- 貝爾47G:主要生產型
- 貝爾47J
- AB47:受權意大利奧古斯塔生產
- KH-4:受權日本川崎重工生產
- H-13:軍用型
- OH-13:軍用型

## 基本資料（貝爾47G）
- 乘員:2名
- 長度:9.63米
- 旋翼直徑:11.32米
- 高度:2.83米
- 空重:825公斤
- 最大起飛重量:1340公斤
- 最大速度:169公里/小時
- 最大升限:4150米
- 最大航程:338公里
- 發動機:1部萊康明TVO435型6汽缸水冷式發動機
- 功率:每部270匹馬力

## 簡介

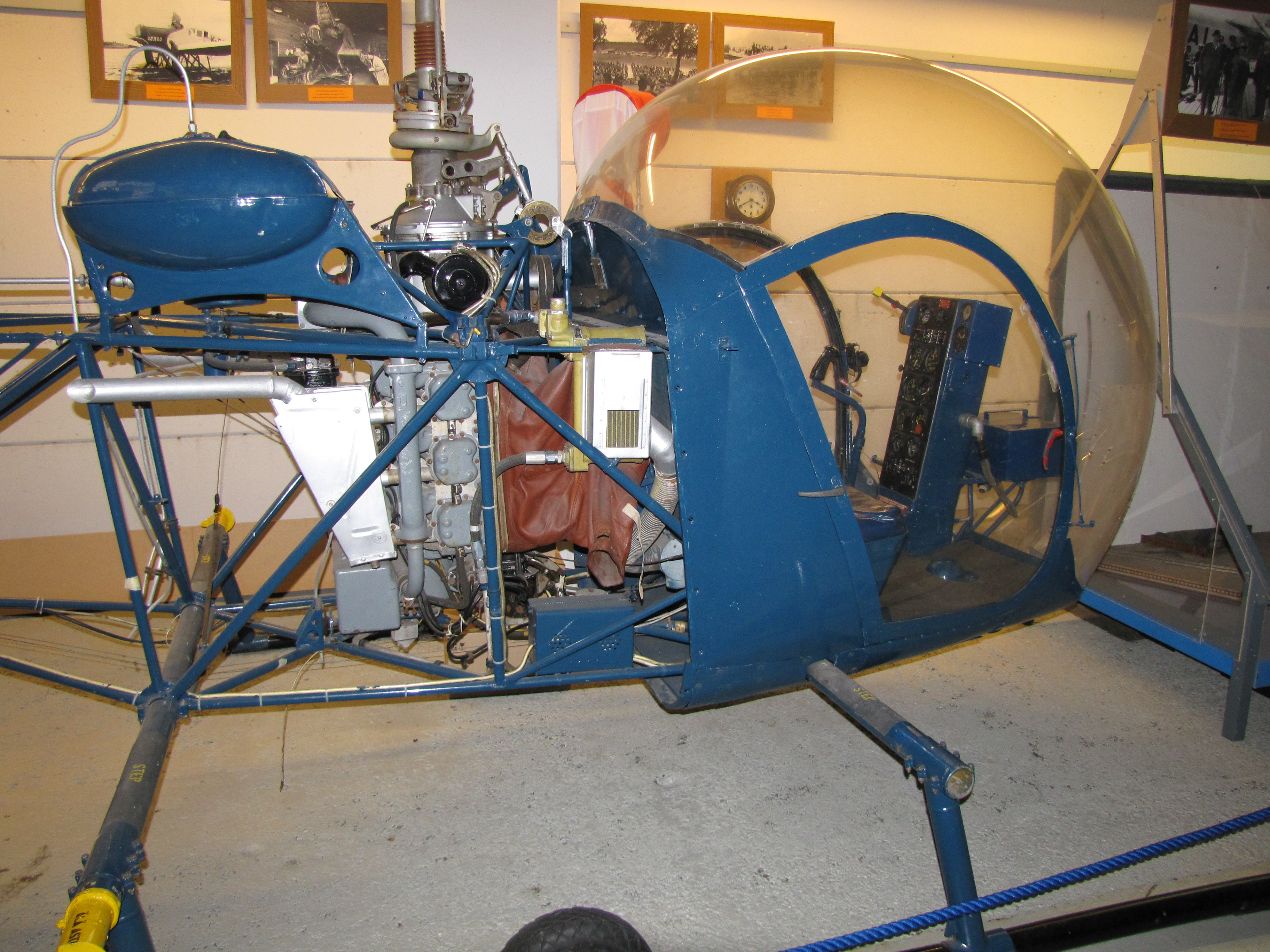
貝爾47機身特寫，相中可見其基本結構

貝爾47為典型的尾螺旋槳式直升機，其機尾完全由金屬骨架組成而且是外露無蒙皮，這是為了減重，其最尾段有一個金屬環以保護尾螺旋槳，其機頭駕駛艙是一個大玻璃球，駕駛員有良好的對外視野，其動力相對來說較為落後，仍然使用往復式汽缸風冷式發動機而非渦輪發動機，其主螺旋槳是兩葉，其起落架是一個鐵架。
整體來說，貝爾47直升機的設計很簡單。

## 中國701型

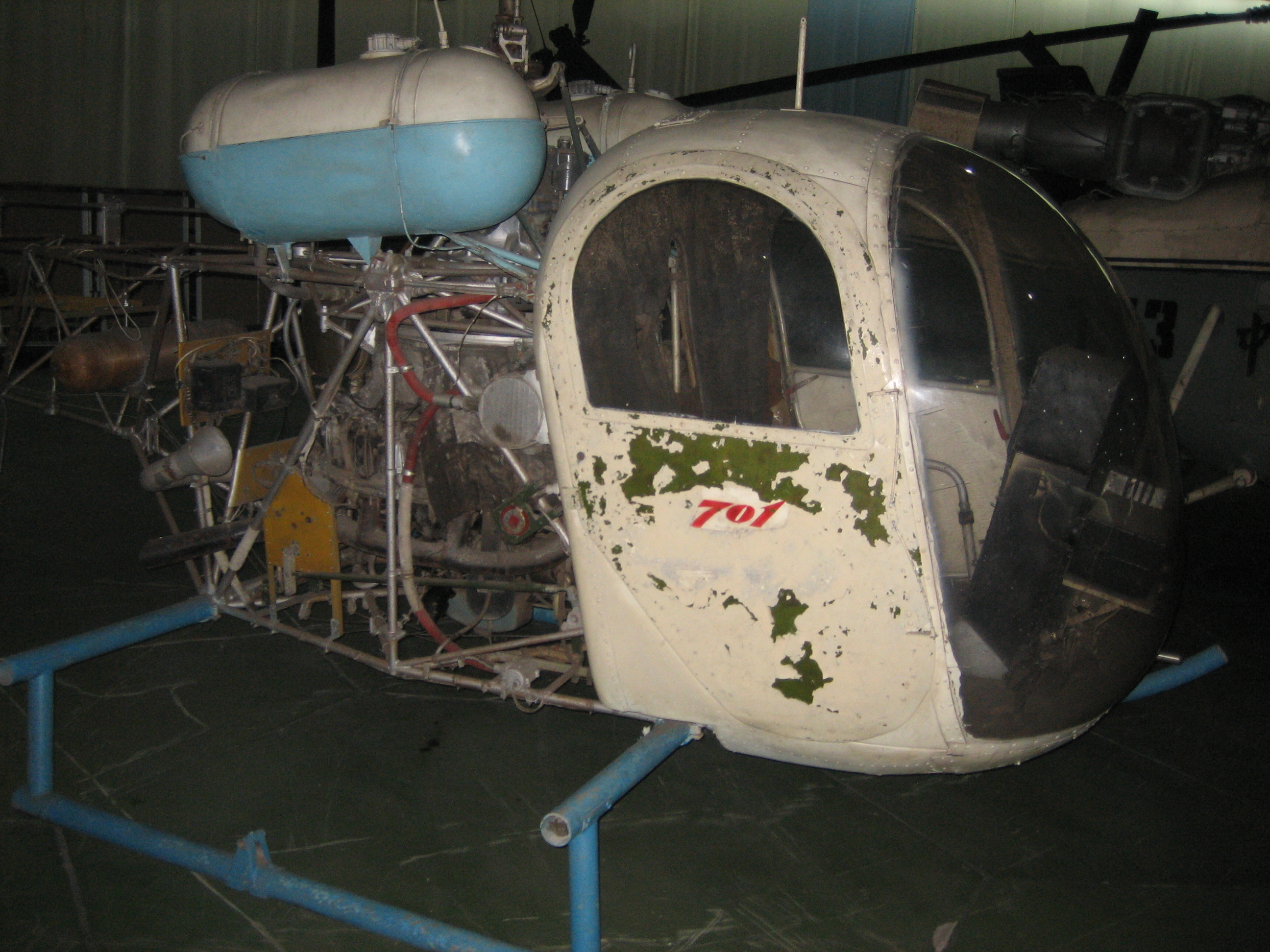
701直升機

1962年，解放軍在中印戰爭當中繳獲一架印度軍的貝爾47G直升機，1965年，中國哈爾濱飛機製造公司開始仿製貝爾47，由於是在1970年1月23日試飛，故名為「701」，但交由濟南衛東機械廠和廣州生產了兩架後停產，該機其中一架現在被放在中國航空博物館展出。

## 使用

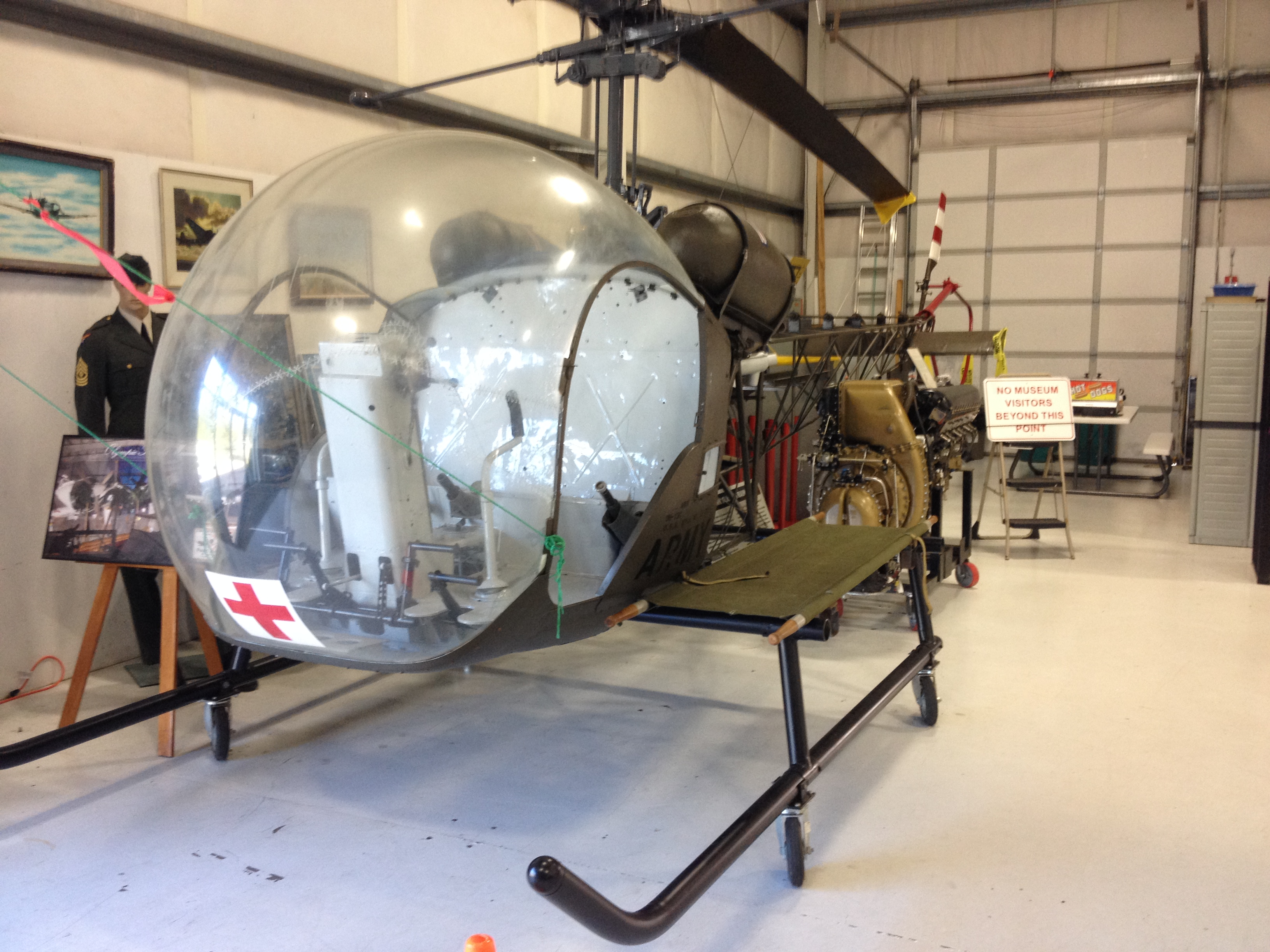
韓戰時在H-13（貝爾47軍用型）的兩邊起落架加上擔架位置

貝爾47為世上其中種廣泛使用的直升機，可作空中巡邏、拯救和通訊聯絡等，其軍用型H-13在韓戰其間在其兩邊起落架加裝擔架位置而令它每次可拯救兩名傷兵。
貝爾47除了自家貝爾生產，還受權英國威斯特蘭、意大利奧古斯塔（AB47）和日本川崎重工（KH-4）生產。

## 使用國家（包括軍用型）

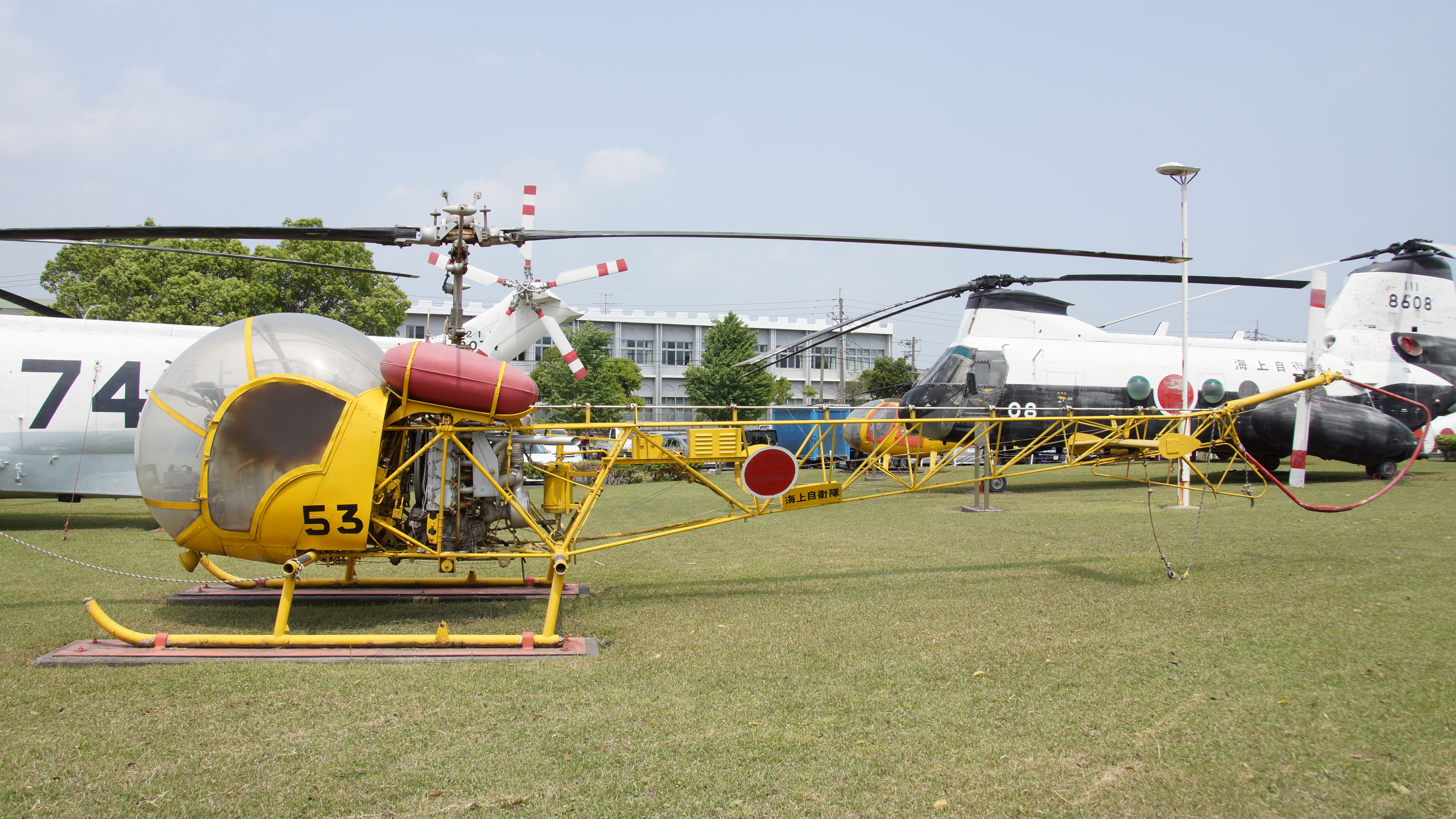
日本海上自衛隊的貝爾47G直升機,其國產型名叫KH-4

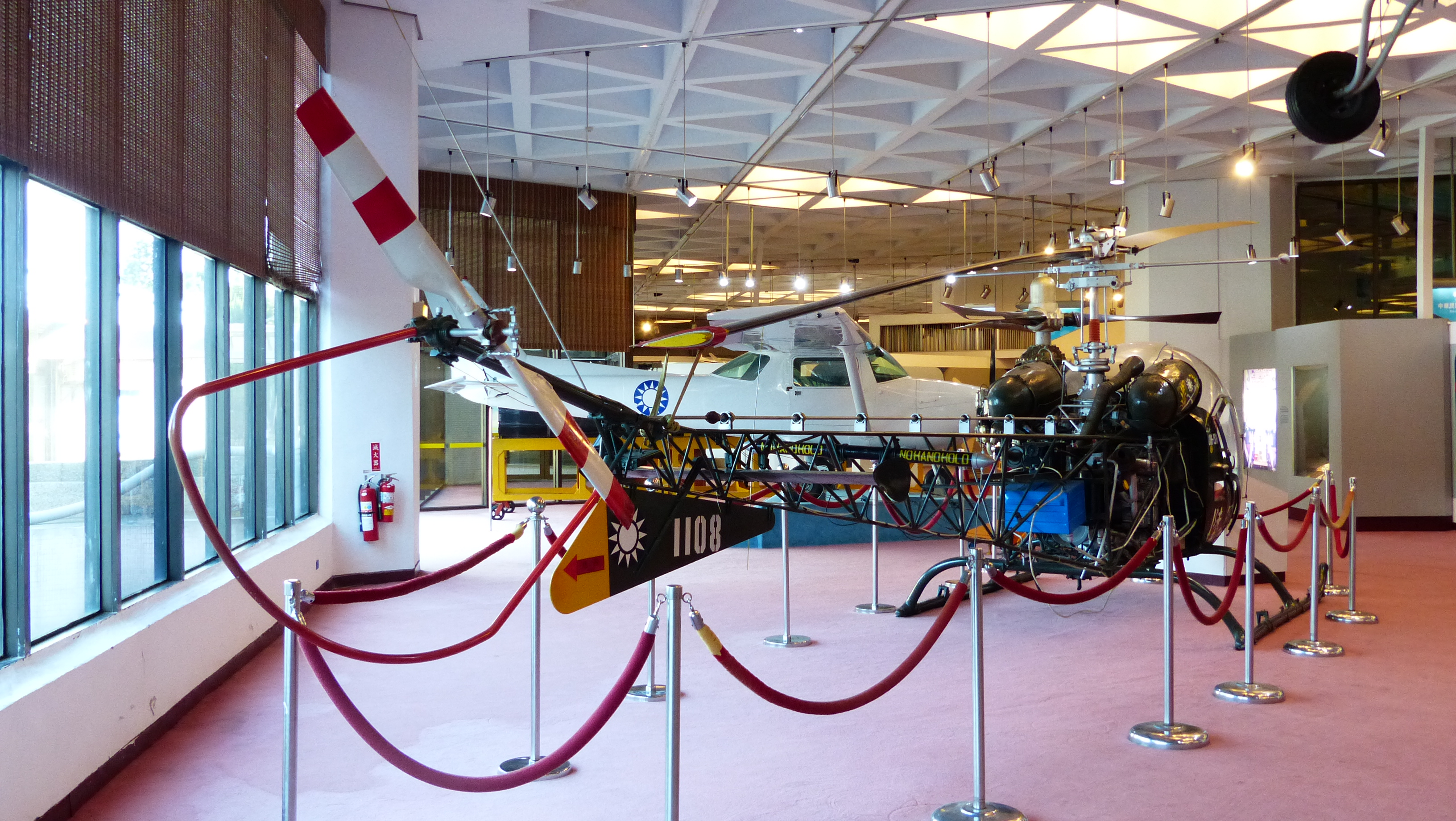
中華民國的OH-13直升機

- 美国
- 英国
- 日本
- 義大利
- 中華民國
- 新西兰
- 智利
- 大韓民國
- 阿根廷
- 加拿大
- 印度
- 西班牙
- 土耳其
- 泰國
- 芬兰
- 奥地利
- 巴西